# Bird (film, 2024)
Bird är en brittisk-amerikansk dramafilm som hade premiär på Filmfestivalen i Cannes 16 maj 2024. Svensk biopremiär skedde den 28 mars 2025. Filmen är regisserad av Andrea Arnold som även skrivit filmens manus.

## Handling
Filmen handlar om 12-åriga Bailey som bor tillsammans med sin pappa Bug och sin halvbror Hunter i ett ockuperat hus i norra Kent. När pappan blir förälskad i den ensamstående mamman Peyton riskerar den nya relationen att ytterligare förvärra deras redan kaotiska livssituation.

## Rollista (i urval)
- Nykiya Adams - Bailey
- Barry Keoghan - Bug,
- Franz Rogowski - Bird
- Jason Buda - Hunter
- Jasmine Jobson - Peyton
- James Nelson-Joyce - Skate